# Делатории

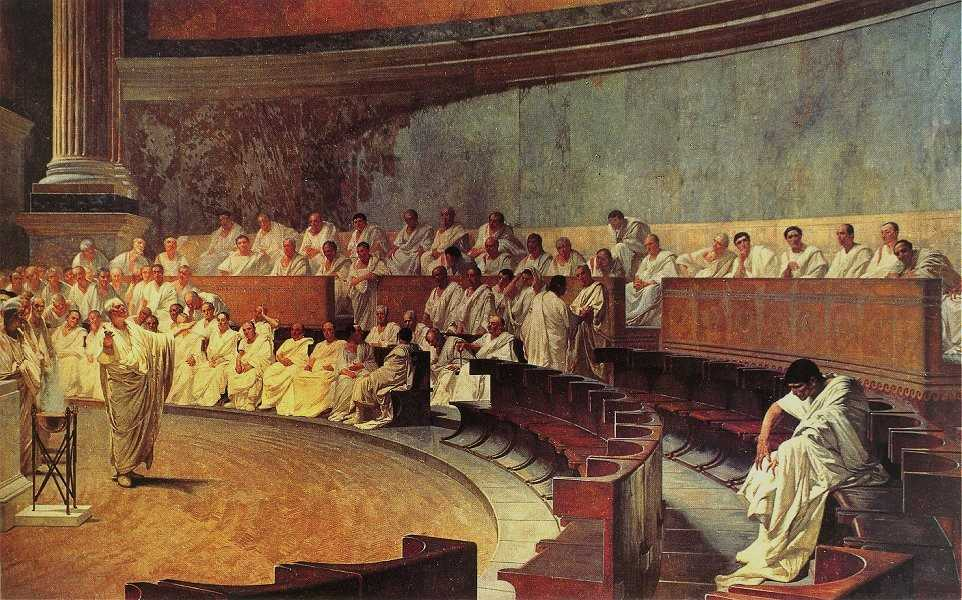
Цицерон предлагал максимально ограничить иски делаториев из-за постоянных злоупотреблений.

Делатории (лат. delatores — «доносчики») в древнем Риме — информаторы, бывшие ключевой частью судебной системы.
В отличие от современной системы правосудия, когда возбуждением уголовных дел занимается прокуратура, реагируя на жалобы потерпевших от преступления лиц, в древнем Риме любой гражданин или даже негражданин мог возбудить судебное разбирательство, которое для подсудимого могло закончиться конфискацией имущества, обращением в рабство или даже смертной казнью. По большей части римские осведомители пытались найти причины для обвинения богатых граждан в неуплате налогов, так как им выплачивалась четверть конфискованного имущества. 
Однако довольно скоро, после установления власти императоров, к делам таких обвинённых стали добавляться обвинения в измене; конфискация имущества была типична для казнённых «предателей», и многие доносчики становились богачами. При этом анонимный или тайный донос, без обвинения и обличения на суде, не внушал к себе доверия и приписывался враждебным чувствам доносителя; обвиняемый предполагался, за отсутствием обвинителя, невиновным, поэтому обвинения должны были быть сделаны публично, и в случае оправдания обвиняемого, доносчики часто становились жертвами расправ или наказывались за клевету. 
Со временем делатории превратились в агентов сената, а впоследствии — преторианской гвардии. Эти структуры не имели возможности сбора точной информации о настроении народных масс, и наличие «глаз и ушей» на улицах было одним из способов избежания столкновений с легко возбуждаемыми «пролетариями». Следует также отметить, что в древнем Риме «голос народа» (Vox populi) считался отражением воли богов (в отличие от современности), и римский «пролетариат», который, как известно, требовал хлеба и зрелищ в обмен за своё спокойствие, зачастую играл значительную роль в возвышении или падении политических деятелей той эпохи. 
Осведомители сообщали римскому сенату о важных для республики (и, позже, империи) срочных делах, заговорах и смутах на улицах Рима. Они были важным инструментом в борьбе республиканцев против засилья императоров и императоров против претендентов на трон. Во времена преследования христиан язычниками многие христиане доносили на других христиан, что приводило к их наказанию за «измену». Согласно решению Эльвирского собора, если какой-либо христианин был приговорён к смерти и казнён по доносу (delatio) другого христианина, то доносчик приговаривался к отлучению от Церкви. Жизнь делатория могла быть довольно опасной. В древнем Риме новые императоры часто расправлялись с агентурой своих предшественников (подчас низложенных или убитых ими в результате дворцовых интриг). Император Тит Флавий Веспасиан публично высек и изгнал «делаториев» предшественника из Рима. Император Константин подписал эдикт, приговаривающий делаториев, уличённых в клевете, к смертной казни. Осведомителей часто опознавали по наличию при них письменных принадлежностей, которые были необходимы для аккуратной записи кем-то оброненных слов.